# لوسيا سانشيز ساورنيل
لوسيا سانشيز ساورنيل (1895-1970)، كانت شاعرة إسبانية وناشطة أناركو-نسوية، مشهورة بتأسيسها منظمة «موخيريس ليبريس» مع مرسيدس كومابوسادا وأمبارو بوتش إي. غاسكون ولدت لعائلة مدريدية من الطبقة العاملة. تعلمت بنفسها منذ سن مبكرة وبدأت في كتابة القصائد للحركتين المستقبلية والأولترايسمو.
بعد إعلان الجمهورية الثانية الإسبانية في عام 1931، انضمت إلى الاتحاد الوطني للعمل وشاركت في الحركة الأناركية الإسبانية. سرعان ما شعرت بخيبة أمل من الموقف الجنساني للرجال داخل الحركة، فقررت ضرورة تشكيل مجموعات تحررية نسائية من أجل تنظيم تمكين المرأة. وضعت برنامجًا لهذه المنظمة، وبالتعاون مع كومابوسادا وبوتش إي. غاسكون، أسست «موخيريس ليبريس»، منظمة وطنية للنسويات الأناركيات.
خلال الحرب الأهلية الإسبانية، استمرت في عملها مع «موخيريس ليبريس» وكانت أيضًا أمينة سر لجمعية «سوليداريداد إنترناسيونال أنتيفاشيستا» حيث أجرت رحلات متكررة إلى الجبهة وشاركت في حملات لجمع الدعم الدولي للجمهوريين. بعد سقوط كتالونيا، هربت مؤقتًا إلى المنفى قبل عودتها سرًا إلى إسبانيا الفرانكية لعيش بقية حياتها مختبئة في فالنسيا.

## سيرتها
ولدت لوسيا سانشيز ساورنيل في مدريد، لعائلة فقيرة من الطبقة العاملة. تعلمت ذاتيًا، وطورت مواهبها كشاعرة من سن مبكرة. كتبت لصالح مجلات الحركة المستقبلية. في عام 1916، بدأت العمل محولة هاتفية، في ذلك الوقت الذي بدأت فيه النساء يصبحن القوة العاملة الرئيسية في هذا القطاع.

### بداية نشاطها
بعد إعلان الجمهورية الثانية الإسبانية في عام 1931، شاركت سانشيز ساورنيل في إضراب ضد شركة تيليفونيكا، الأمر الذي جعلها تنضم أول مرة إلى الاتحاد الوطني للعمل. سرعان ما أدركت أن حقوق المرأة، التي تم نظريا تحقيقها من قبل الجمهورية الجديدة، كانت لا تزال غير شاملة، وبدأت في الدفاع عن تمكين المرأة من خلال التعليم. بوصفها ناشطة ضمن حركة النسوية الليبرالية في برشلونة، قدمت سانشيز ساورنيل فكرة تأسيس منظمة تعليمية نسائية لعدة نقابات عمل، لكنها واجهت رفضًا من كل منها وقررت العودة إلى مدريد.
هناك التقت بمرسيدس كومابوسادا، طالبة في كلية الحقوق بجامعة مدريد. في عام 1933، حضر الثنائي اجتماعًا للاتحاد الوطني للعمل، كانتا قد دعيتا للحضور بوصفهما «معلمات نساء»، لكنهما وجدتا صوتهما يكتم من قبل رفاقهم الرجال، الذين كانوا لا يزالون ينظرون إلى النساء نظرة سلبية. تخليتا عن الاجتماع مبكرًا بعد أن شعرتا بالإحباط من هذه التجربة وبدأتا في مناقشة بدائل في حديقة الريتيرو. في ذلك الوقت، كانت سانشيز ساورنيل تعمل لصالح اتحاد عمال السكك الحديدية وحصلت على قائمة بمجموعات نسائية أناركو-نقابية. كتبتا إلى تلك المجموعات، دعوتهم لمناقشة تجاربهم والقضايا التي كانوا يواجهونها، وانتهى الأمر بتلقي استجابات من جميع أنحاء إسبانيا. بحلول عام 1935، نتج عن تبادل الرسائل بين هذه المجموعات وضع الأسس لشبكة وطنية من منظمات النساء الليبراليات.
مع زيادة نشاط هذه المجموعات النسائية الأناركية، بدأت سانشيز ساورنيل أيضًا في كتابة عدد من المقالات حول قضايا المرأة في صفحات مجلة «تييرا وليبرتاد» التابعة للاتحاد الأناركي الإسباني، وصحيفة الاتحاد الوطني للعمل «سوليداريداد أوبريرا». في هذه الأخيرة، نشر أمين عام الاتحاد الوطني للعمل ماريا رودريغيز آي فازكويز مقالين حول دور المرأة في الاتحاد الوطني للعمل. بينما عبر عن تعاطفه مع كفاح المرأة، إلا أنه انتهى بالتأكيد على أن تحرير المرأة ينبغي تأجيله حتى يفوز العمال في الصراع الطبقي.
ردت سانشيز ساورنيل بسلسلة من خمس مقالات بعنوان «القضية النسائية»، التي وضعت الأسس لتأسيس منظمة نسوية ليبرالية. دعت إلى إنشاء منظمة لتحرير المرأة تديرها النساء ومن أجل النساء. اقترح برنامجها فصولًا لرفع مستوى القراءة والتعليم لدى النساء، ودورات تدريبية في مختلف قطاعات الصناعة، ومجموعات لتعزيز تمكين المرأة من خلال رفع الوعي.